# John Morton (cardeal)
John Morton (Bere Regis, ca. 1420 - Knole, 15 de setembro de 1500) foi um clérigo católico romano inglês, Arcebispo da Cantuária e cardeal do século XV.

## Primeiros anos
Nasceu em Bere Regis ou Milborne St. Andrew, Dorset, por volta de 1420. Morton estudou com os beneditinos da Abadia de Cerne; e no Balliol College, Oxford, onde obteve o doutorado em direito civil, 1452.
Em sua juventude foi um ilustre advogado eclesiástico e exerceu a profissão no Tribunal de Archesan. Ele era um fervoroso defensor dos Lancasters. O cardeal Thomas Bourchier, arcebispo da Cantuária, foi seu gentil patrono.

## Sacerdócio
Morton exerceu ministério pastoral nas dioceses de Salisbury, Huntington e Leicester; prebendário de Salisbury e Lincoln. Em 1453, foi nomeado diretor do Peckswater Inn (agora Christ Church), Oxford. Foi feito prebendário de Salisbury, e também de Lincoln, em 1455, ano em que começou a Guerra das Rosas. Nomeado sub-reitor de Lincoln em 9 de maio de 1458, mas não ocupou o cargo. Ele foi arquidiácono de Norwich de 1461 a 1462; e 1472 a 1477. O rei Henrique VI de Inglaterra nomeou-o conselheiro particular e chanceler do ducado de Lancaster. Morton participou da batalha de Towton e fugiu do massacre resultante; ele foi um dos duzentos que seguiram a rainha Margarida de Anjou e seu filho com o rei Henrique VI, o príncipe Eduardo, em sua passagem para Flandres em 1462. Lá ele se ocupou em enviar o apoio que pudesse aos monarquistas em seu país. Morton acompanhou a expedição do conde de Warwick à Inglaterra em 1470. Os Yorkistas fugiram e os Lancastrianos ocuparam Londres, o que nunca foi favorável ao rei. O sucesso deles foi breve, pois o rei Eduardo IV desembarcou, tomou Londres e Morton teve que fugir em direção à costa.
Ele levou a rainha para um local seguro na Abadia de Cerne e mais tarde para o Mosteiro de Beaulieu. O rei Eduardo IV teve um ato de conquista aprovado contra ele. Quando a guerra terminou na Batalha de Tewkesbury, que ocorreu em 4 de maio de 1471, Morton reconheceu que seu futuro era desesperador e não mais defensável; ele se submeteu aos Yorkistas. O rei Eduardo IV atendeu seu pedido de perdão, reverteu a acusação contra ele e mostrou apreço por sua integridade, favorecendo seus interesses. O advogado tornou-se prebendário de São Paulo, em 1472, e um ano depois foi nomeado Mestre dos Rolls. Arquidiácono de Chester de maio de 1474; de Winchester desde março de 1475; de Berkshire a partir de novembro de 1476; e de Norfolk a partir de 1477.
Em 1474 ele foi enviado para uma embaixada ao rei da Hungria e ao imperador para formar uma coalizão de poderes para atacar o rei Luís XI da França; o plano falhou e o rei inglês considerou uma política diferente; ele fez com que Morton o acompanhasse a Calais, onde eles, junto com o arcebispo Thomas Bourchier, negociaram o Tratado de Pecquigny em 1475; pelo tratado, o rei francês concordou em pagar ao rei Eduardo um tributo anual em reconhecimento dele como suserano. Três anos depois, em 8 de agosto de 1478, o rei Eduardo pediu ao capítulo da catedral de Ely que postulasse o arquidiácono de Norfolk a bispo.

## Episcopado
Eleito bispo de Ely em 30 de outubro de 1478, no pontificado do Papa Sisto IV. Consagrado em 31 de janeiro de 1479, no Palácio de Lambeth, pelo Cardeal Thomas Bourchier, arcebispo de Canterbury; ele caminhou descalço e em jejum de sua residência em Downham até Ely para ser instalado em 29 de agosto de 1480. Durante o protetorado de Ricardo, duque de Gloucester, ele foi preso por Ricardo primeiro na Torre de Londres e depois no Castelo de Brecknock; o duque recebeu uma petição de Oxford em favor do bispo Morton, mas recusou-se a ceder à sua inimizade; o bispo escapou para Ely e de lá para Flandres e ajudou vigorosamente os Lancastrianos; o bispo ajudou a tramar o levante malsucedido liderado por Henry Stafford, duque de Buckingham, em outubro de 1483. Um proscrito foi aprovado contra o bispo pelo duque de Gloucester, que reinava como Ricardo III de Inglaterra. O bispo exilado renovou a associação com a rainha viúva, Margarida, e abriu comunicações com amigos da corte do rei Ricardo III. Com eles, Morton soube da conspiração do duque da Bretanha para capturar Henrique, conde de Richmond, e entregá-lo ao rei inglês.
Por mensagem do bispo Morton, o conde de Richmond evitou o perigo e encontrou refúgio na corte do rei Carlos VIII da França. Quando o duque invadiu o País de Gales e, como Tudor, recebeu forte apoio, o conde Henrique mudou-se para a Inglaterra e destruiu as forças do rei Ricardo III em Bosworth Field, em 22 de agosto de 1485. O conde Henrique estabeleceu-se como rei Henrique VII, reverteu o poscrito contra o Bispo Morton e convocou-o em 1485 de volta ao reino; ele se tornou um dos conselheiros reais mais confiáveis e influentes como membro do Conselho Privado e chanceler do Ducado da Cornualha. Promovido à sé metropolitana e primacial de Canterbury em 8 de outubro de 1486; ele ocupou a sé até sua morte. Reuniu um conselho na igreja de São Paulo, em Londres, em 1486, para regular a disciplina e os costumes do clero. O jovem Thomas More era pajem na corte do Arcebispo Morton; o arcebispo enviou Thomas para estudar em Oxford; mais tarde, prestou homenagem à memória do seu patrono, mencionando-o na sua Utopia. As visitas do arcebispo às dioceses do Sul produziram uma reforma completa do clero secular e religioso para grande benefício da Igreja. Renunciou ao cargo de Mestre dos Rolos. Lorde Chanceler da Inglaterra em 6 de março de 1487.

## Cardinalato
Criado cardeal-presbítero no consistório de 20 de setembro de 1493; recebeu o chapéu vermelho e o título de S. Anastasia, em 23 de setembro de 1493. Esteve em Roma e participou do consistório de 11 de maio de 1495, no qual foi nomeado legado para acompanhar o rei Carlos VIII da França em sua viagem pelos Estados Papais; mais tarde, quando o Papa Alexandre VI procurou refúgio em Orivieto em 27 de maio, foi deixado em Roma como legado na ausência do papa; nessa qualidade recebeu o rei Carlos VIII em 1 de junho e colocou o Vaticano à sua disposição, mas o rei preferiu alojar-se no Borgo. O cardeal retornou à Inglaterra naquele mesmo ano, 1495, e foi nomeado chanceler da Universidade de Oxford.
Tradicionalmente, Morton é conhecido como o inventor de “Morton's Fork”, um dilema sofístico imposto aos ricos e pobres pelos comissários de impostos de Henrique para extorquir fundos para a coroa. Aos ricos foi dito que eles tinham condições de contribuir, e aos pobres foi acusado de ter escondido riqueza.
Em 1496, participou na preparação do tratado comercial "Intercursus Magnus" entre a Flandres e a Inglaterra, que foi muito importante. Morton foi um fervoroso patrono da literatura; também era um engenheiro e arquiteto habilidoso, constantemente reparando ou construindo igrejas e residências; a drenagem de doze milhas do país de Fen, diocese de Ely, deveu-se em grande parte ao seu empreendimento e planejamento e, portanto, ao seu nome "Morton's Dyke". Em Glastonbury ajudou o Prior Goldstone II, OSB, na conclusão da torre central da catedral; em Oxford, reparou a escola de teologia e reconstruiu a igreja de Santa Maria; ele também construiu uma residência para si em Knole, onde morreu.
Morreu em Knole em 15 de setembro de 1500, de febre quartã. Cardeal Morton legou quantias generosas a Cambridge e Oxford. Sepultado na cripta da catedral metropolitana de Cantuária, no santuário da Santíssima Senhora, no monumento que construiu; em meados do século XVIII, os seus restos mortais foram exumados e dispersos e o seu túmulo mutilado. Seu crânio e esqueleto foram doados pelo arcebispo de Canterbury a alguns de seus parentes.

## Na cultura popular
John Morton já foi representado em várias mídias:
- Na série de televisão da BBC de 1972 The Shadow of the Tower, que se concentrou no reinado de Henrique VII, Morton foi interpretado por Denis Carey.[4]
- Na série Borgia da Netflix/Canal+, Morton aparece em uma cena na temporada 2, episódio 4, e é interpretado por David Gant.[5]
- Na minissérie The White Princess, da Starz, Morton foi interpretado por Kenneth Cranham.[6]